# 롭 로이 (개)
롭 로이(영어: Rob Roy)는 미국의 30대 대통령 캘빈 쿨리지가 키우던 흰색 수컷 콜리이다. 쿨리지가 가장 좋아하던 반려동물이었던 롭 로이는 1922년 영부인 그레이스 쿨리지가 콜리가 서커스를 하는 것을 보고, 한 마리를 데려왔다. 이후에는 백악관에서 가족과 함께 살았다.
롭 로이는 하워드 챈들러 크리스티가 그린 그레이스 쿨리지의 초상화에 같이 그려졌다. 이후 짧게 병을 앓다가 1928년에 죽었다.

## 삶과 죽음

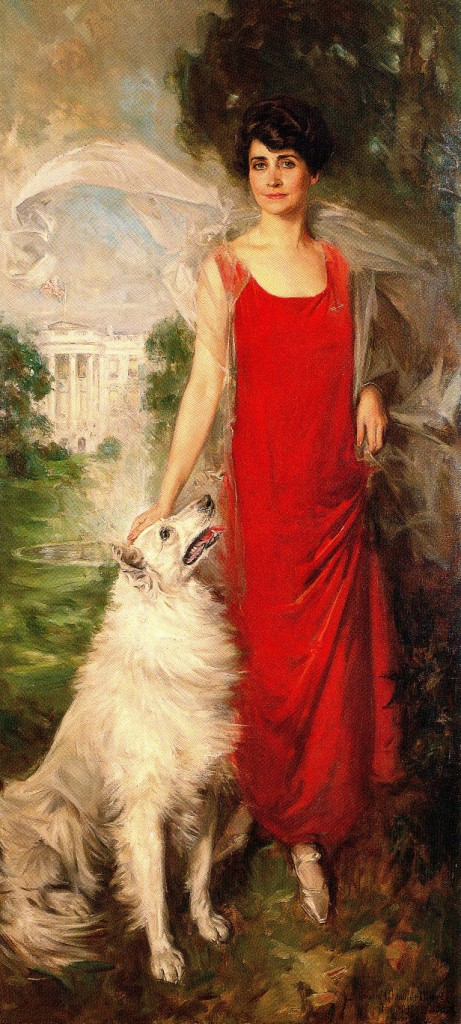
크리스티가 그린 롭 로이와 그레이스 쿨리지의 초상화

1922년 캘빈의 아내인 그레이스 쿨리지는 위스콘신주 오스코시에 위치한 아일랜드 화이트 사육장에서 주인인 스티븐 C. 래드포드로부터 롭 로이를 분양받았다. 소문에 의하면 그레이스 쿨리지는 콜리 종이 서커스를 하는 것을 보고 콜리에 매혹되었다고 한다. 쿨리지 부부가 롭 로이를 키우던 동안에는 프루던스 프림(Prudence Prim)이라는 또 다른 암컷 콜리를 같이 키우고 있었다. 이후 1928년 롭 로이는 병을 얻게 되었고, 월터리드 미군의료센터에서 치료를 받았으나, 죽고 말았다. 쿨리지는 롭 로이가 죽은 후 생각에 잠긴 채로 아래와 같이 말하였다.
로이가 느끼던 특별한 기쁨은 내가 낚시를 하러 갈 때 보트에 함께 타는 것이었다. 그래서 나는 로이가 음침한 뱃사공이 로이를 태워 스틱스의 어두운 물을 건너갈 때 기쁨의 울음을 짖을 것을 알았지만, 도저히 여기 이 기슭에서 외로움을 느끼는 걸 멈출 수 없었다.

## 성격과 일화
롭 로이는 개, 새, 고양이, 너구리를 포함해 다양한 동물을 기른 쿨리지가 가장 좋아했던 동물로 알려져 있다. 쿨리지 자신은 롭 로이를 "훌륭한 용기와 충실함을 지닌 위풍당당한 신사"라고 표현하였다. 롭 로이는 매일 아침, 시선을 고정한 채 침착하게 쿨리지를 오벌 오피스로 안내하였다. 롭 로이의 위풍당당한 성격은 차치하고, 쿨리지는 자주 롭 로이를 속이기 위해 백악관에서 영화를 상영하는 동안 화면에 나오는 동물들을 쫓게 하려고 하였다. 해리 S. 트루먼에 따르면, 쿨리지는 자신과 상원의원 모리스 셰퍼드가 늦은 점심을 먹고 있을 때, 셰퍼드에게 소시지를 롭 로이에게 넘겨주라고 말한 적이 있었다.

## 초상화
미국의 예술가이자 삽화가인 하워드 챈들러 크리스티가 영부인과 롭 로이를 그린 사진은 백악관의 레드 룸에 걸려 있다. 롭 로이는 그레이스 쿨리지를 보고 있는 포즈를 하고 있는데, 이 자세는 촬영 내내 쿨리지의 손에 사탕을 쥐고 먹이면서 유지하도록 하였다. 실물크기의 그림은 백악관의 차이나 룸에 전시돼 있다.